# シャルル＝オーギュスタン・サント＝ブーヴ

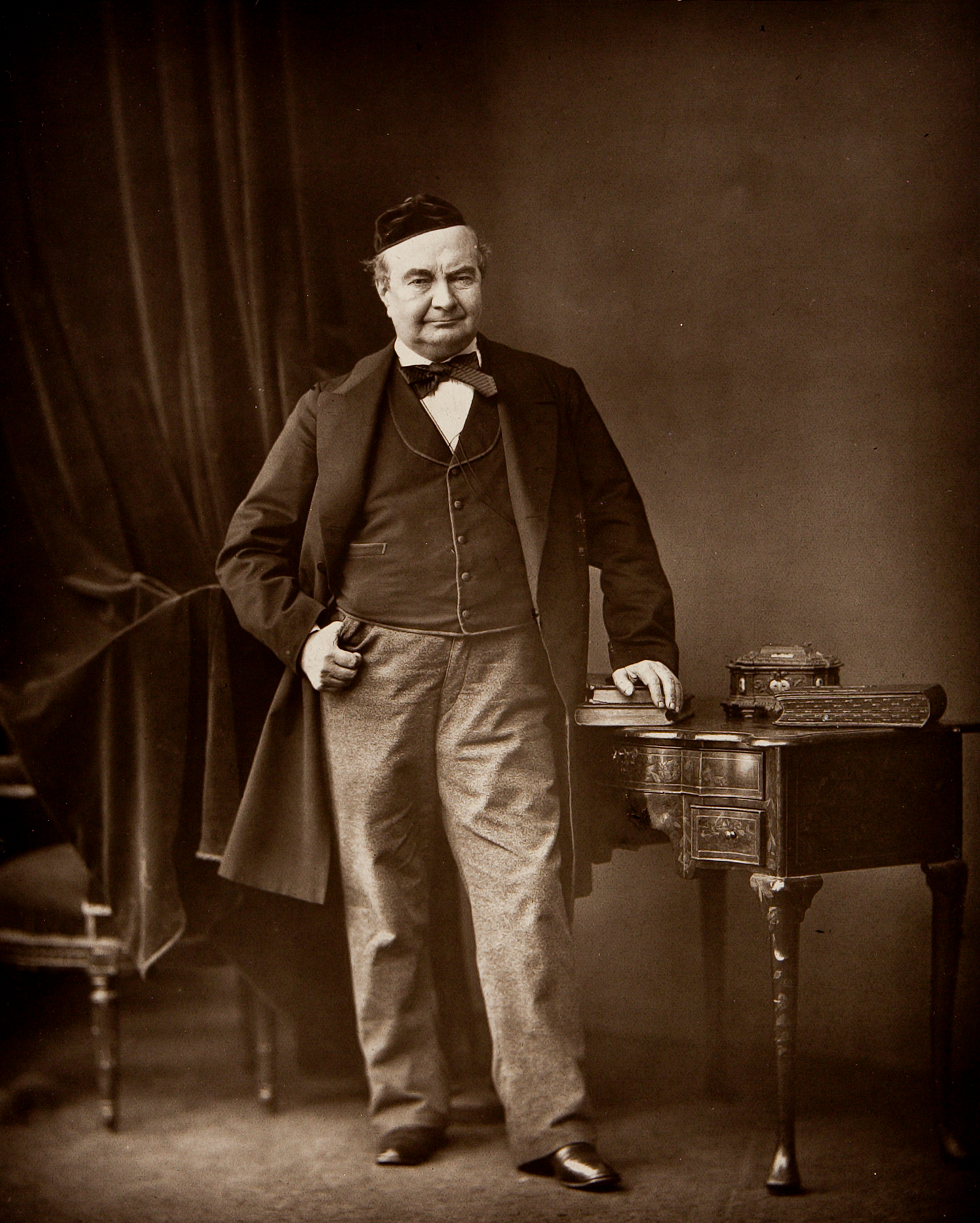

シャルル＝オーギュスタン・サント＝ブーヴ（Charles Augustin Sainte-Beuve, 1804年12月23日ブローニュ＝シュル＝メール - 1869年10月13日パリ）は19世紀フランスの文芸評論家・小説家・詩人。ロマン主義を代表する作家の一人で、近代批評の父とも言われる。
ロマン主義文学史上、小説のユゴー、バルザックと並び称され、批評というジャンルを確立したと言われる。代表作にジャンセニスムの歴史を描いた「ポール・ロワイヤル史」（Port-Royal、1840-1859刊）、「月曜閑談」など。1844年にアカデミー・フランセーズの会員になった。ユーゴーの妻アデールと姦通したことでも知られる。
サント＝ブーヴは、従来みられた個人の趣味や印象に基づく批評（印象批評）とは一線を画し、文学者の生い立ち・環境・思想・教養などが作品に現れるという立場から、伝記・書簡などの資料を駆使して作品の本質を学問的に研究したもので、それ自体が鑑賞に堪える作品となっている。ただし、プルーストに代表されるように、現実の作家と文学作品を結びつけて論ずる批評手法に対する批判も、特に20世紀以降多い。

## 邦訳
- 『月曜閑談』（土居寛之訳、冨山房百科文庫、1978年）
- 『わが毒』（小林秀雄訳、現行版は「作品集12」　新潮社、2003年）
- 『プルードン　その生涯と書簡』（原幸雄訳　古典文庫41：現代思潮新社、2013年）、ほか